# Reforma Servia Tullia
Reforma Servia Tullia, jedná se o reformu, která měla proběhnout v Římě za vlády etruského krále Servia Tullia (asi 578 př. n. l. – 534 př. n. l.).
Podle římské tradice Servius Tullius reformoval rozdělení obyvatelstva a rozdělil jej do šesti tříd, podle peněžního censu. Podle toho, jaký měli majetek, takovou měli váhu hlasu na shromážděních. Každá třída měla povinnost postavit určitý počet vojenských setin tzv. centurií a podle počtu těchto centurií se hlasovalo ve shromáždění všech dospělých mužů (comitia centuriata). 
Nejvyšší třída (majetek přes 100 tisíc assů) financovala většinu centurií a měla tedy při hlasování zajištěnu většinu. Mimo tyto třídy zůstali lidé, kteří měli majetek v hodnotě nižší než 11 tisíc (či 11 500) assů. To byl pravděpodobně velmi malý majetek. Tito lidé byli nazýváni proletarii, pravděpodobně protože vlastnili pouze svoje děti (proles = potomstvo).
Tato reforma se odehrála pravděpodobně později, protože první mince se na území Říma objevují až ve 4. století př. n. l. Přesto se předpokládá, že reforma tohoto typu skutečně proběhla, ale byla založena na pozemkovém vlastnictví a nikoliv na vlastnictví finančním.
S touto reformou bývá spojováno i rozdělení obyvatel z rodových tribunií na tribunie územní.